# کولیکوو (استان آرخانگلسک)
کولیکوو (به لاتین: Kulikovo) یک منطقهٔ مسکونی در روسیه است که در استان آرخانگلسک واقع شده‌است.